# Niech przyjdzie Królestwo Boże!

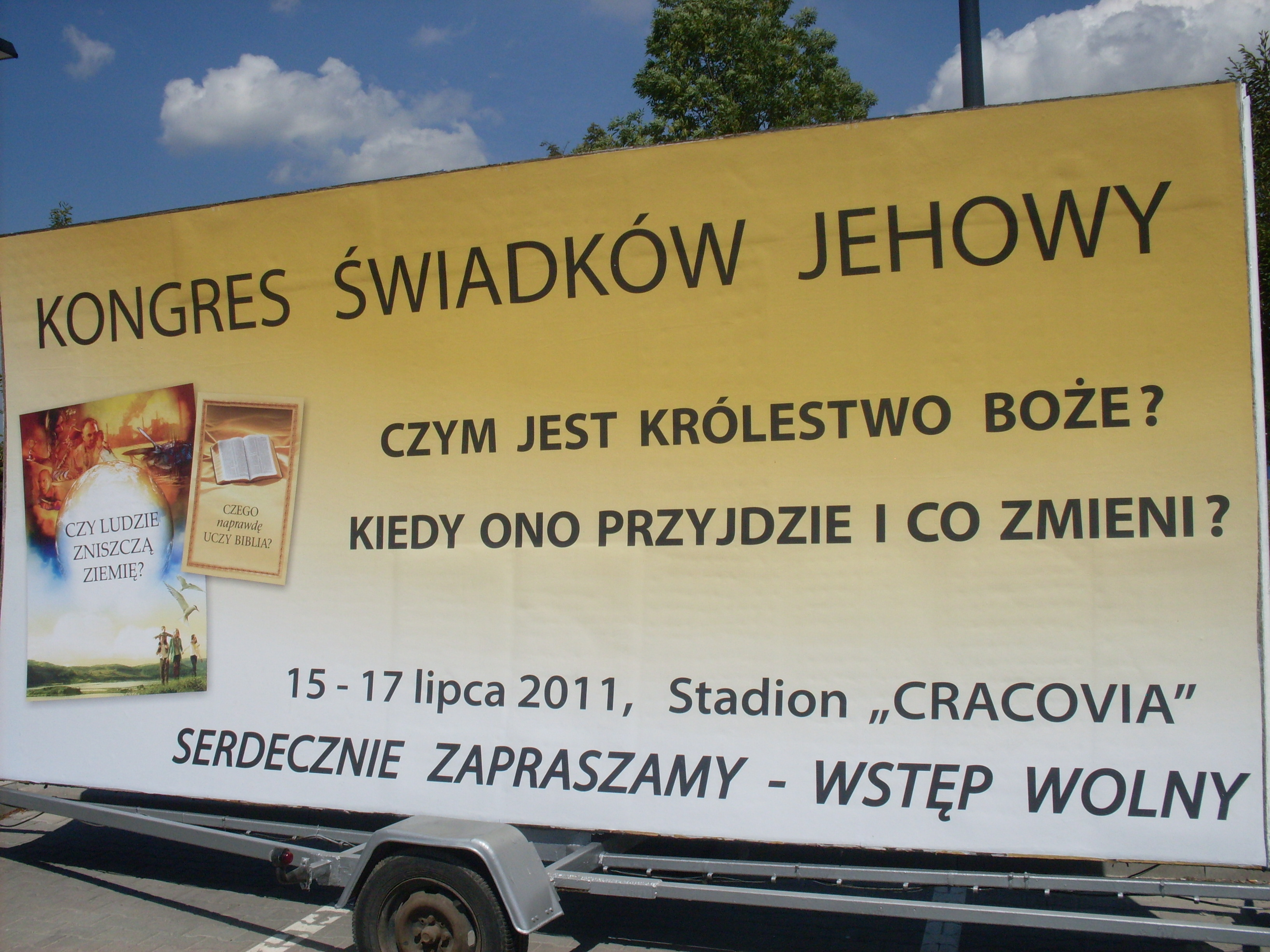
Tablica informacyjna kongresu (Kraków, 2011)

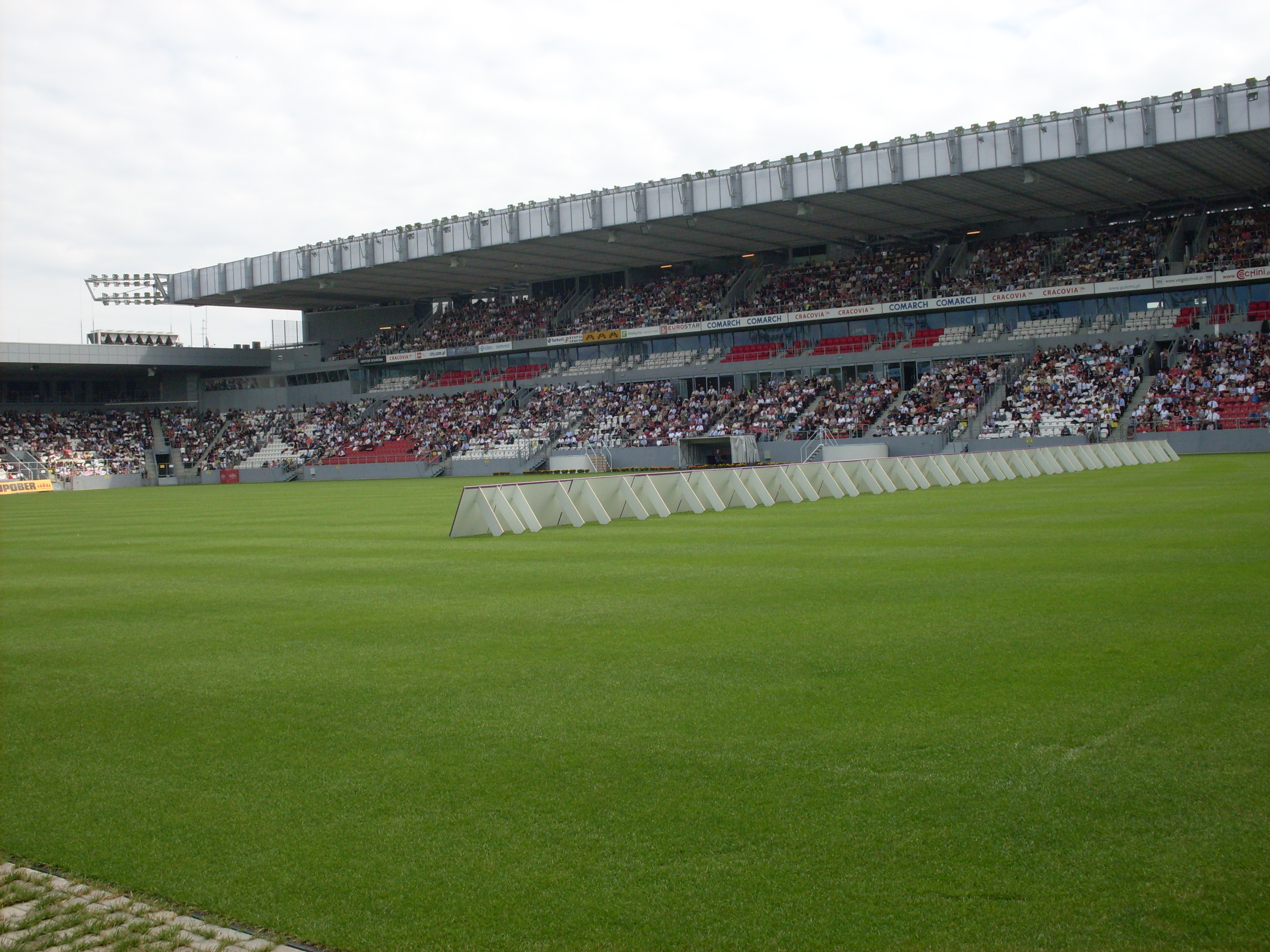
Kongres (Stadion Cracovii, Kraków)

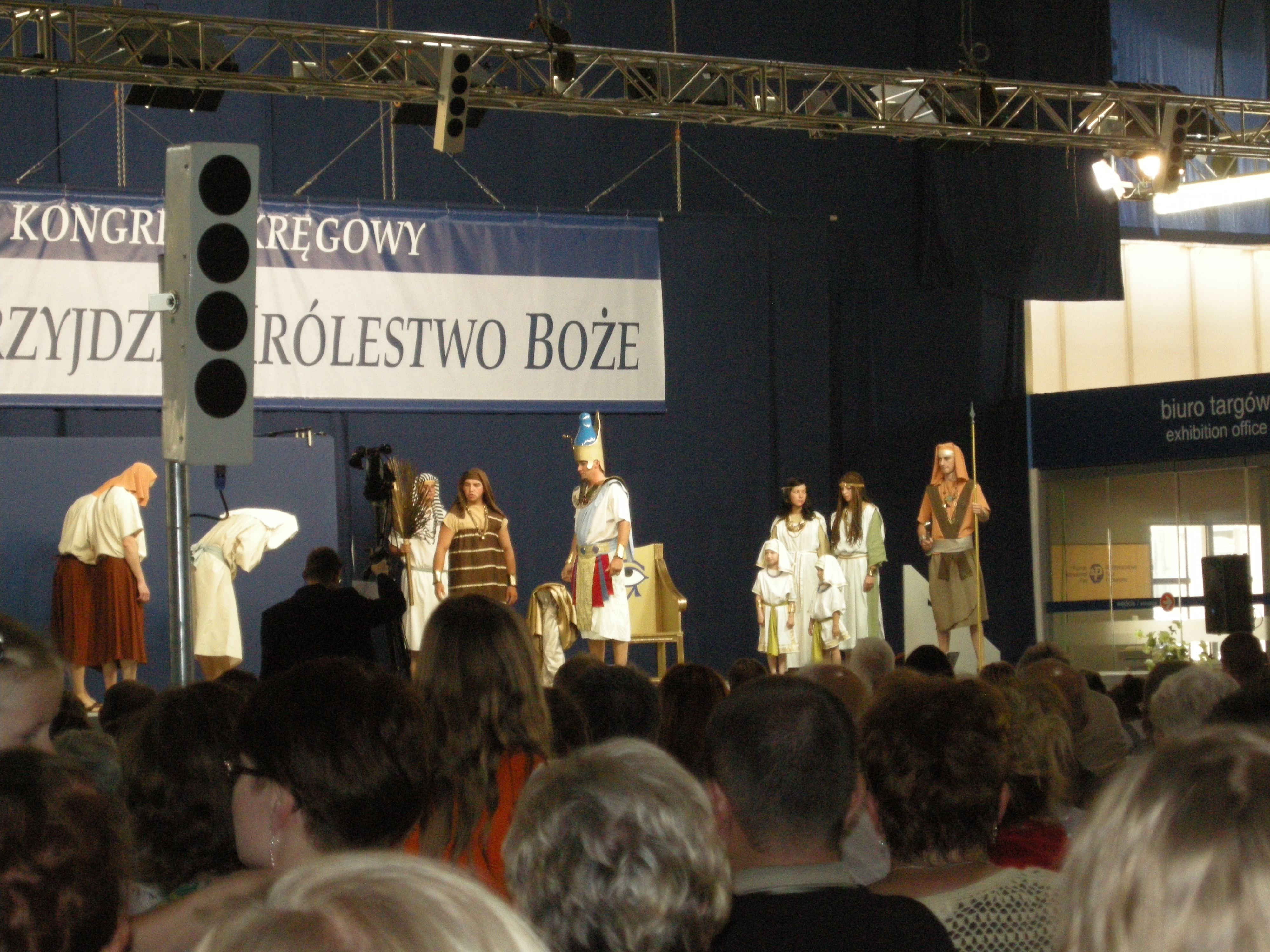
Dramat biblijny Te słowa (...) mają być w twoim sercu w Poznaniu...

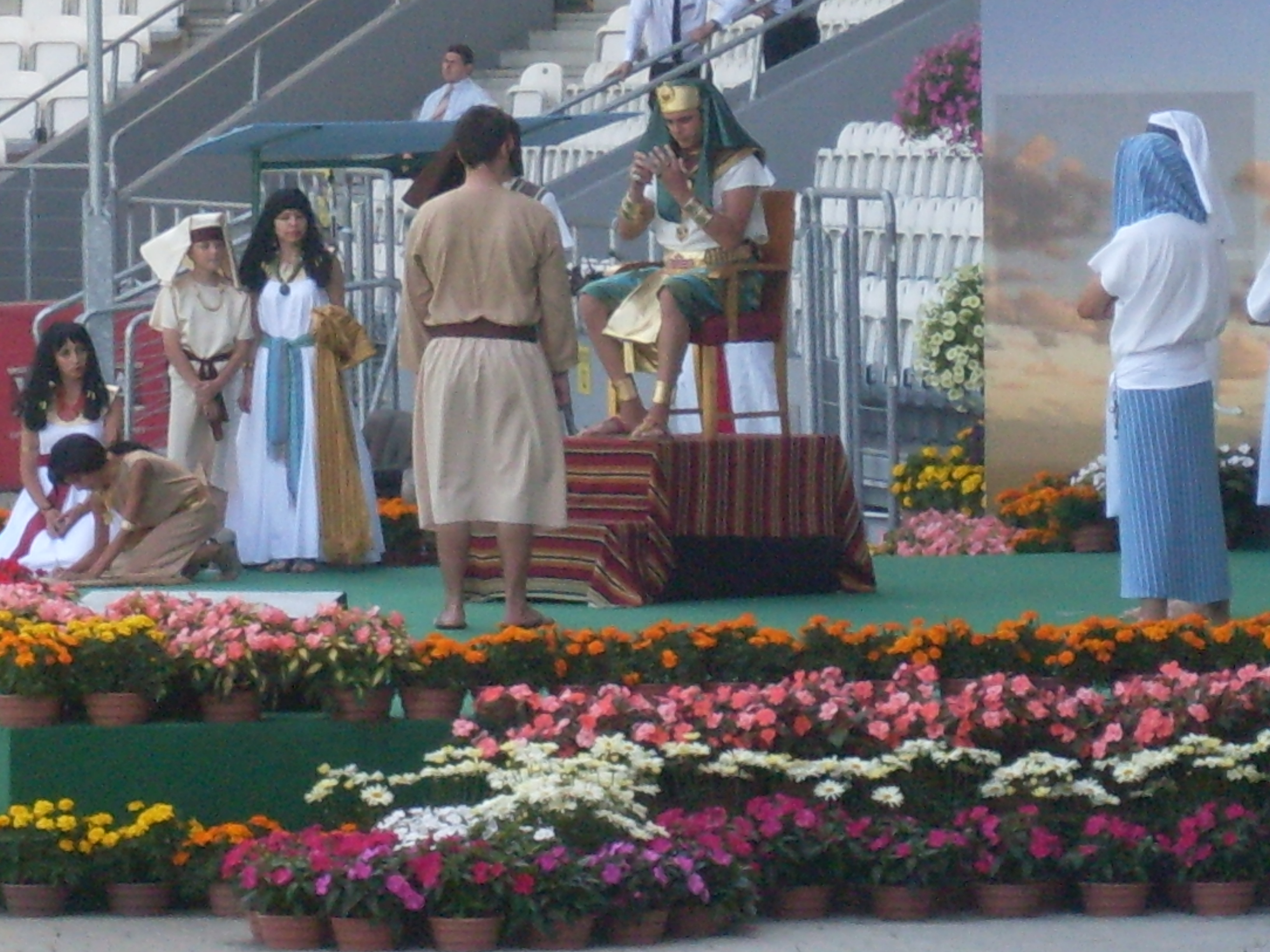
...w Krakowie

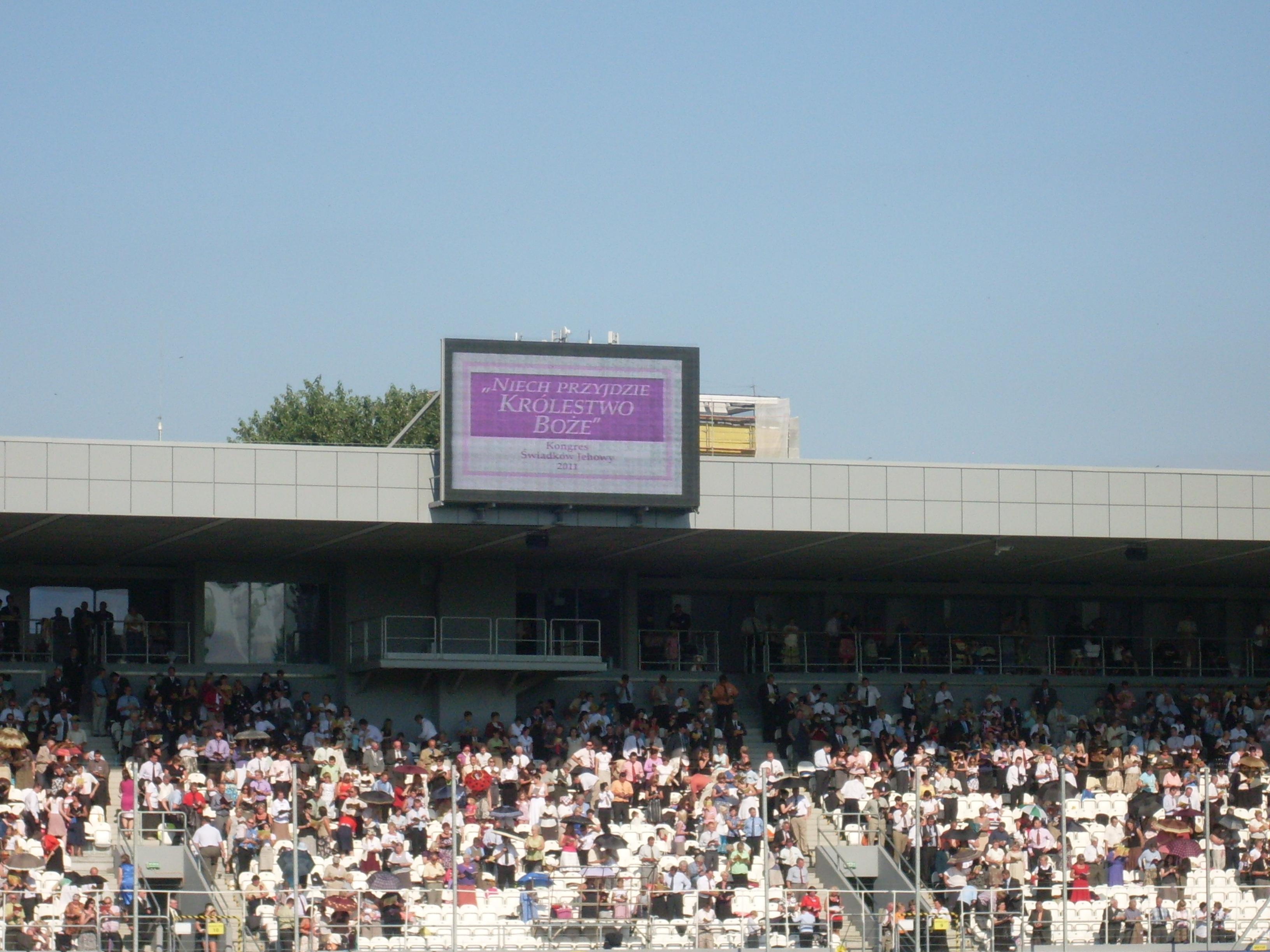
Hasło kongresowe na telebimie, wyświetlane przed rozpoczęciem programu (Stadion Cracovii, Kraków)

Niech przyjdzie Królestwo Boże! – ogólnoświatowa seria kongresów (dużych spotkań religijnych) zorganizowanych przez Świadków Jehowy w przeszło 160 krajach. Kongresy rozpoczęły się w maju 2011 roku, a zakończyły w styczniu 2012 roku.

## Cel kongresu
Zdaniem Świadków Jehowy głównym tematem Biblii jest Królestwo Boże, dlatego myśl przewodnia kongresu była oparta na słowach modlitwy Jezusa Chrystusa: Niech przyjdzie Królestwo Twoje (Ewangelia Mateusza 6:10) (NW, 1997).
Według organizatorów, Ciała Kierowniczego Świadków Jehowy, program kongresu miał na celu „omówienie tematu szczególnego rządu, Królestwa Bożego, o który modlą się ludzie w modlitwie „Ojcze nasz”. Świadkowie Jehowy wierzą, że prośba o jego przyjście ma ogromne znaczenie. Wysłuchanie jej przez Boga przyniesie ziemi i ludzkości zmiany”.
Celem programu było również „umocnienie przekonania, że Królestwo Boże to rzeczywisty specjalny rząd, który niebawem przejmie władzę na ziemi” (...) „Program miał na celu przekazać, co według proroctw biblijnych się dokona, kiedy przyjdzie Królestwo Boże. I zwrócenie uwagi, że władca, Jezus Chrystus, panuje już w niebie od 1914 roku i przejmie władzę nad ziemią, doprowadzając ją do raju, a ludzi do doskonałości”.

## Kongresy w Polsce
W Polsce odbyło się 25 kongresów, w języku polskim, angielskim, rosyjskim i polskim migowym. Liczba obecnych wyniosła 147 513, a 1019 ochrzczono.
- Gdynia (Stadion GOSiR, 15–17 lipca)[4]
- Kielce (Kadzielnia, 8–10 lipca)[5] Ponad 3000 obecnych, ochrzczono 23 osoby[6].
- Koszalin (Amfiteatr, 8–10 lipca)[5]
- Kraków (Stadion Cracovii, 15–17 lipca)[7][8] Ponad 7 tysięcy obecnych, 49 osób zostało ochrzczonych[9].
- Legnica (Stadion Miejski, 8–10 lipca)[10] Ponad 7 tysięcy obecnych, 48 osób zostało ochrzczonych[2].
- Lublin (Hala Sportowo-Widowiskowa „Globus”, 15–17 lipca)[11]
- Łomża (Stadion MOSiR, 22–24 lipca)[12]
- Łódź (Atlas Arena, 15–17 lipca)[13][14]
- Olsztyn (Stadion OSiR, 8–10 lipca)[5]
- Poznań (MTP, 8–10 lipca)[15][16] Ponad 10 tysięcy obecnych, 66 osób zostało ochrzczonych[17].
- Rzeszów (Hala Podpromie, 1–3 lipca)[18][19] Ponad 5000 obecnych[20].
- Sosnowiec (Centrum Kongresowe Świadków Jehowy 1–3, 8–10, 15–17 i 22–24 lipca)[21][1][22][23][24][25]
- Szczecin (Stadion Miejski, 1–3 lipca)[26][27]
- Toruń (Motoarena Toruń, 8–10 lipca) Ponad 7 tysięcy obecnych, ochrzczono 56 osób[28].
- Warszawa (Stadion Legii, 1–3 lipca)[29]; (Sala Zgromadzeń Świadków Jehowy, program w polskim j. migowym, 5–8 sierpnia; program w j. angielskim, 30–31 lipca; program w j. rosyjskim, 23–24 lipca)[5]
- Wrocław (Stadion Olimpijski, 1–3 lipca)[30] Ponad 10 000 obecnych[31].
- Zamość (Stadion OSiR, 22–24 lipca)[32]
- Zielona Góra (Hala CRS, 8–10 lipca)[5][33].

## Kongresy na świecie
Na świecie kongresy zorganizowano w przeszło 160 krajach.
Na kongresie w Tuvalu ogłoszono wydanie Chrześcijańskich Pism Greckich w Przekładzie Nowego Świata w języku tuvalu. Dotychczas jest to najmniejsza grupa językowa, której udostępniono ten przekład.
W Demokratycznej Republice Konga zorganizowano serię 126 kongresów w 12 językach.
Na stadionie Traktar w Mińsku odbył się ogólnokrajowy (pierwszy od 12 lat na Białorusi) kongres, na którym było 5156 obecnych, w tym 195 osób, które skorzystały z programu tłumaczonego na rosyjski język migowy.
15 lipca 2011 roku podczas serii kongresów na Litwie Stephen Lett, członek Ciała Kierowniczego ogłosił wydanie w języku litewskim Chrześcijańskich Pism Greckich w Przekładzie Nowego Świata.
9 września 2011 roku w Ułan Bator w Mongolii z udziałem członka Ciała Kierowniczego Świadków Jehowy Gerrita Löscha odbyło się uroczyste otwarcie Biura Tłumaczeń. Brał on też udział w kongresie regionalnym, na który przybyły 594 osoby, a 17 zostało ochrzczonych.
W dniach od 16 do 18 grudnia 2011 roku na kongresie na First National Bank Stadium w Johannesburgu zebrało się przeszło 78 000 Świadków Jehowy z Południowej Afryki i sąsiednich krajów.

## Ważne punkty programu
Na kongresie podano nowe wyjaśnienia dotyczące proroczego posągu z 2 rozdziału Księgi Daniela. Myśli przewodnie każdego dnia kongresu oparte zostały na wersetach biblijnych z Ewangelii Mateusza 4:17 (piątek), Mateusza 6:33 (sobota) i 2 Listu Piotra 1:11 (niedziela). Wiele miejsca poświęcono tematyce zagrożeń cywilizacyjnych i ich rozwiązania przez rząd Boży, czyli Królestwo Boże.
- Dramaty:
  - „Te słowa (...) mają być w twoim sercu”[41][42];
  - Młodzi – bądźcie roztropni i mądrzy
- Słuchowisko: Prawdziwa historia, która wzbudza nadzieję (Księga Rut)[43].
- Wykład publiczny: Czy ludzie zniszczą Ziemię?[44][45]

## Kampania
Kongresy poprzedziła trzytygodniowa ogólnoświatowa kampania informacyjna – piąta tego rodzaju – polegająca na rozpowszechnianiu specjalnych zaproszeń na kongresy zorganizowane w ponad 160 krajach. Wstęp na kongresy był wolny, również bez zaproszeń.